# Titularbistum Germa in Galatia
Germa in Galatia (ital.: Germa di Galazia) ist ein Titularbistum der römisch-katholischen Kirche.
Es geht zurück auf ein ehemaliges Bistum in der antiken Stadt Germa in der römischen Provinz Galatia in der heutigen Zentraltürkei. Es gehörte der Kirchenprovinz Pessinus an.
| Titularbischöfe von Germa in Galatia |                        |                                                 |                   |                   |
| Nr.                                  | Name                   | Amt                                             | von               | bis               |
| 1                                    | Jean Raynaud           | Weihbischof in Toulouse-Narbonne (Frankreich)   | 5. Juli 1916      | 25. November 1937 |
| 2                                    | Francesco Pieri        | Koadjutorbischof von Orvieto (Italien)          | 2. Januar 1941    | 6. Dezember 1941  |
| 3                                    | Angelo Rossini         | Weihbischof in Ravenna (Italien)                | 18. Juli 1942     | 10. März 1947     |
| 4                                    | Pietro Severi          | Weihbischof in Palestrina (Italien)             | 21. Juni 1948     | 8. Januar 1953    |
| 5                                    | Francesco Monaco       | Koadjutorbischof von Caltanissetta (Italien)    | 12. Dezember 1953 | 2. Oktober 1956   |
| 6                                    | Filippo Aglialoro      | Weihbischof in Palermo (Italien)                | 5. Oktober 1957   | 4. Februar 1988   |
| 7                                    | Ricardo Blázquez Pérez | Weihbischof in Santiago de Compostela (Spanien) | 8. April 1988     | 26. Mai 1992      |
| 8                                    | Paolo Gillet           | Weihbischof in Albano (Italien)                 | 7. Dezember 1993  |                   |